# كيفن بورتر (لاعب كرة قدم أمريكية)
كيفن بورتر (بالإنجليزية: Kevin Porter)‏ هو لاعب كرة قدم أمريكية أمريكي، ولد في 11 أبريل 1966 في ذا برونكس في الولايات المتحدة.

## وصلات خارجية
- كيفن بورتر على موقع مرجع كرة القدم المحترفة.كوم (الإنجليزية)